# 世界の子供がSOS!THE★仕事人バンク マチャアキJAPAN
『世界の子供がSOS!THE★仕事人バンク マチャアキJAPAN』（せかいのこどもがえすおーえす ざ・しごとにんばんく まちゃあきじゃぱん）とは、朝日放送テレビ（ABCテレビ）を制作局として、テレビ朝日系列で放送されていた特別番組である。

## 概要
世界の中で貧困や食糧難に苦しんでいる子供たちのSOSを受け、優秀な人材を持つマチャアキJAPANから日本の伝統技術を持つ職人を派遣。現地で活動し問題の解決を行う。
第4回以降は、年1回、3月終盤～4月初旬に放送されていたが、第10回は、2015年5月17日に放送。

## 内容
現地からのSOS要請のVTR後、芸能人調査員がその現状をレポート、職人と芸能人サポーターが派遣され、 職人は現地の状況を視察後、「マチャアキJAPANの規則」を遵守した上で作業に取り掛かる。派遣される職人は通常1人だが、状況によっては異なる分野の職人が手を組んで作業を行うこともある。芸能人サポーターは主に職人や依頼者の身の回りの世話を行う。 問題解決後、スタジオにて現地のその後の様子がビテオレターの形で放送される。

## マチャアキJAPANの規則
あくまでも「ただ現場に、物を作る」のではなく「現地の人々と地球に役立てる、最低限の必要費用で仕上げる」ことが目的のため、番組では以下の3つの規則が仕事人に課せられる。
- 自然を破壊してはならない

機材の製作するために木材の伐採を行うなど環境に悪影響を与えるようなことはしてはならない。ただし、他の植物に悪影響を与える雑草など使うことによってメリットがある場合や、ブドウの枝打ち処理で発生した枝などの廃材、使用済みワイン樽といった再利用の場合は使用しても構わない。
- 現地の物を利用する

職人帰国後も地元の人が新たにつくれるように材料は現地調達しなければならない。このため、使用する材料は現地の市場や家庭で入手できるものや、捨てられていた廃材を利用することが多い。
- 地元の人に技術の伝承を行う

職人帰国後も新たに作ったり、破損時の修復が出来るように地元の人に短時間で技術を教えなければならない。主に依頼人や実際に仕事を行う中で技術力が高い人、作業に熱心な人を一時的な一番弟子として扱い、作業のノウハウやコツを重点的に教える。また、関心が高い一般人や学校の校長などの管理者にも協力者として手伝いや技術の伝授を行う。

## これまでの実績
- 井戸掘り（カンボジア、ケニア、ウガンダ、ネパール、タンザニア・ザンジバル島、ガーナ）

伝統的な上総掘りによって井戸を掘り、住宅地の近場に安全な水を供給することを目標とする。使用する掘鉄管の調達や改造は現地の鍛冶屋で行う。
ほぼ毎回行われているメイン企画だが、失敗したケースもあり、ウガンダ編では水は出たものの水質調査により飲み水として使うことができなかった。
また、ネパール編では放送までに水が出ず、滞在を延長したものの仕事人の判断により初の打ち切りとなった。これに対し一部では批判が起きたが、その後、仕事人のブログにて、村に元々あった井戸を掘り下げ洗浄、手押しポンプの設置を行い結果的に水を汲めるような状態にすることができたことを報告した。
あくまでも「手作業かつ手押しポンプで水が汲める深さ内での作業」となるため、掘削や水汲みに機械を必要とする場合になってしまった場合は失敗となる。しかし、第9弾のケニアでは水脈に当たらず再掘削を行い、収録日後も再掘削を実施。それでも期限が迫っていたため現地の井戸掘り業者の力を借りた上で水を出すことができた。
- かまどの製作（東ティモール、ウガンダ、タンザニア、ガーナ）

直火で煮炊きなどを行う地域に出向き、学校、病院といった公共施設にかまどを設置し、調理や煮沸消毒の利便性を高める。また、現地の家庭には家庭用の簡易かまどの製作手順を伝授する。
材料となる土やつなぎとなる植物も全て現地調達（同じ場所で他の職人によって出された物を使うこともある）する。また、同じ左官作業として公共施設の補修を行うこともある。
タンザニア編ではウガンダ編まで参加した職人の息子が代わって参加した。
- 木炭の製作（モルドバ、ネパール）

寒冷地かつ貧困により暖を取る薪の購入も厳しい土地に出向き、廃材として捨てられていたドラム缶をベースにした簡易炭窯を作成し炭を作る。また、小枝や雑草を炭にし、ジャガイモの皮から抽出したデンプンや家畜の糞をつなぎとした炭団の作製方法も伝授する。
- 風車の製作（フィリピン・パラワン島）

水汲み用の風車を作成する。また、それから発展し村共同の畑に水を引き込むための灌漑用風車に発展した。
- 節作りの伝授（スリランカ）

魚を長期間保存することができない地域に出向き、ドラム缶を使用した簡易燻乾機を製作し、保存の効く鰹節をはじめとする節作りの方法を伝える。
- 水車作り（タイ）

コメの脱穀の手間を軽減するため、脱穀用の水車を作成する。また、電気が通っていない地域のため水力発電も兼ねる。
- 左官職人による小学校の補修（ベトナム）

破損した小学校を漆喰などで補修し快適な環境にする。
- 石鹸作り（ケニア）

廃材を利用して石鹸を作り、衛生環境の改善を行う。この企画は第9弾の依頼人が自ら進んで行った。

## 放送日時
- 第1回　2007年10月21日　18:56 - 20:54
- 第2回　2008年3月28日　20:00 - 21:54
- 第3回　2008年9月26日　20:00 - 21:54
- 第4回　2009年4月5日　19:00 - 20:54
- 第5回　2010年4月11日　19:00 - 20:54
- 第6回　2011年3月27日　18:56 - 20:54
- 第7回　2012年3月18日　18:56 - 20:54
- 第8回　2013年4月7日　18:56 - 20:54
- 第9回　2014年4月6日　18:56 - 20:54
- 第10回　2015年5月17日　18:57 - 20:54

## 出演者
マチャアキJAPAN代表（司会）
- 堺正章（全回出演）

アシスタント
- えなりかずき（第1,2,3回）
- 川田亜子（第1,2回）
- 魚住りえ（第5,6回）
- 小林麻耶（第7回）
- 斎藤真美（ABCアナウンサー）（第8,9,10回）

調査員（リポーター）
- 小野真弓、有吉弘行、つまみ枝豆（第1回）
- 中村俊介、石井康太（第2回）
- 杉浦太陽、永山たかし（第3回）
- 酒井美紀、石川梨華（第4回）
- 安倍麻美（第5回）
- 安田美沙子（第6回）
- 八田亜矢子（第7回）
- 水野美紀（第8回）
- 岡本玲（第9回）
- 山崎静代（第10回）

ゲスト
- 北村総一朗、柴田理恵、高橋克典、押切もえ（第1回）
- 北村総一朗、宮崎美子、坂口憲二、三船美佳（第2回）
- 北村総一朗、西田ひかる、永井大、三船美佳（第3回）
- 大和田伸也、高木美保、高橋克典（第4回）
- 地井武男、蛯原友里（第5回）
- 大和田伸也、蛯原友里（第6回）
- 平泉成、押切もえ（第7回）
- 笹野高史、蛯原友里（第8回）
- 市毛良枝、高橋克実、蛯原友里（第9回）

## 備考
- 芸能人による事前の現地リポートなどは行うもの、仕事人に対してはその場での創意工夫を引き立てるためわざと与える最低限の情報だけで挑んでもらっている。
- 井戸掘り編で挑戦した仕事人のブログや、仕事人が投稿した現地での作業動画では、前述のとおりネパール編での井戸掘り断念後のエピソードがカットされていることや、編集上の差異（番組では30mで水が出たとされるが、実際は38.5mで水が出た演出で放送。）などに苦言が呈されているものの、多少の演出はあってもやらせは一切無い番組である前提が語られている。同時に、少ない情報や資材を工夫して挑まなければならないことから「仕事人泣かせの番組」と評されている。

## スタッフ
第10回（2015年5月17日放送分）
- 構成：佐藤公彦、長谷川勉、松田敬三／山名宏和
- 撮影：飯田一志、古川祥行、杉山幸司
- スタジオ
  - TD／SW：大嶋徹
  - CAM：村野哲也
  - VE：大橋誠
  - AUD：村脇昭一
  - LD：掛橋司
  - 美術プロデューサー：小美野淳一
  - デザイン：岡嶋正浩
  - 美術制作：杉山智之
  - 装置：大森俊也
  - 装飾：深山健太郎
  - 電飾：阿部達矢
  - 模型：白鳥保夫
  - 植木装飾：石井信彦
  - メイク：マーヴィ
- EED：大関秀雄
- MA：吉田章太
- 音効：久坂惠紹（第7回から）
- TK：夏目理恵子（第4,5,7回）
- リサーチ：丸山奈苗、丸山貴嗣
- コーディネート：Columbia Coordination Company
- 協力：ベトナム航空
- 技術協力：ヴイ・ビジョンスタジオ、共同テレビジョン、麻布プラザ、戯音工房、レモンスタジオ、アックス
- スタジオ管理：金子康貴
- 制作協力：クロスバレー、プロジェクト ドーン
- 編成：園部充（ABC）
- 営業：北中彰・多喜澪（いずれもABC）
- 番宣：高橋寿英・朝比奈紀子（いずれもABC）
- 制作：小川隆弘（ABC、第7回はチーフプロデューサー）
- デスク：松原幹（ABC）、水島ひろみ
- FD：真田祐
- AD：四日市健太郎
- ディレクター：大滝裕史、植木一実、竹内隆徳、浅沼雄介
- 演出：池田よしひろ
- 総合演出：〆谷浩斗
- プロデューサー：植田貴之（ABC）、松本光司、柄雄彦
- チーフプロデューサー：西尾理志（ABC、第7回はプロデューサー）
- 製作：ABC（朝日放送）、社員

### 過去のスタッフ
- プロデューサー：竹島和彦・佐々木聰子・山口正紘・梶原英明（いずれもABC、竹島→第1〜回、佐々木・山口→第4回、梶原→第7回）、國玉譲治、小森節子（第4回）、太田優子（第4回）
- ディレクター：緑川大介（第4回）、小林正純（第4回）、満尾晋介（第4回）、浅田環（第4回）、安達昇（第5回）、安藤永里子（第5回）、浅山隆司（第6回）、辻正記（第6回）、藤本昌弘（第7回）
- AD
  - 第4回：垣田友也、三浦寛央、吉岡美保
  - 第5回：藤本昌弘、宇野剛史
  - 第6回：外館商仁、平田慶子、中山真里奈
  - 第7回：大村健介、東まいこ、島田真吾
- FD：川名良和
- 構成：張眞英（第4回）
- リサーチ：小笠原みさき、田中奈緒
- コーディネート：TEKKO TOURS&TRAVEL
- 通訳：宮崎久美子
- コーディネート：イースタン・デュオ（第4回）
- 編成：石橋義史（ABC、第4,5,7回）
- 営業：中澤寛（ABC、第4回）、田所学（ABC、第7回）
- 番宣：川井真紀（ABC、第4回）、秋枝千絵（ABC、第5回）、岡崎由記（ABC、第6回）、岸本拓磨・阪本美鈴（いずれもABC、第7回）
- ロケーション撮影：倉渕宏幸（第4回）、田中智博（第4回）、和泉隆之（第4回）
- VE：小野寺毅
- LD：大川俊行（第4回）、木村明（第5回）、菅原佑介（第7回）
- EED：安井純治（第4回）、森田淳（第4回）、奥河内晋作（第5回）、高城明宏（第6回）、丸山由典（第7回）
- MA：村松勝弘（第4回）、佐渡吉志広（第5回）、長瀬貴広（第6回）、岡崎博之（第7回）
- 音効：大谷敏夫、吉田愛（第4回）、卜部智子（第5回）、草場奈々美（第6回）、宮本大生（第7回）
- CG：中島勝也
- TK：柳瀬美枝（第6回）
- 美術進行：与田滋（第4,5回）、宇賀田暁彦（第7回）
- 装置：米丸貴昭（第4,5回）
- 特殊装置：春日公一（第4回）
- 布装飾：中野浩（第4回）
- 電飾：斉藤貴之（第4,6回）、斎藤幹也（第5回）
- 装飾：平林千栄子（第4回）、田中秀和（第5,6回）
- CG：アイヴリックスタジオ（第4回）
- 技術協力：スタジオヴェルト（第4,5回）、東京オフラインセンター
- 制作→制作協力：CoCoLo（第5回までが制作名義）